# Pierre Lenoir
Pour l’article homonyme, voir Pierre Lenoir (ingénieur du son).
Pour les articles homonymes, voir Lenoir.
Pierre Lenoir, né Pierre Charles Eugène Lenoir le 23 mai 1879 à Paris et mort dans la même ville le 9 septembre 1953, est un sculpteur et médailleur, français.

## Biographie
Pierre Lenoir est le fils du sculpteur Charles Joseph Lenoir et de Cécile Flore Thorel. Il épouse l'artiste-peintre Mathilde Berthe Thorel, plus connue sous le nom de Mathilde Lenoir.

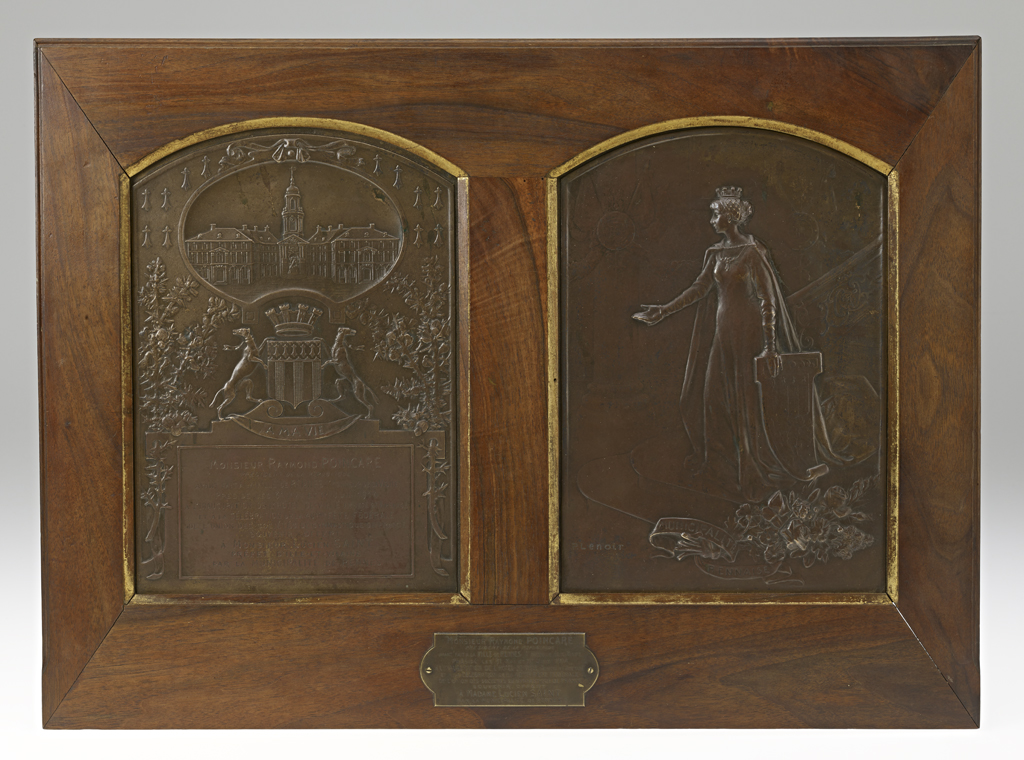
Panneau sculpté par Pierre Lenoir en 1914.

Il commence sa formation à l'école des beaux-arts de Rennes, puis la poursuit à l'École des beaux-arts de Paris. Il est l'auteur de médailles, de monuments aux morts et de bustes.
Il devient directeur de l'école des beaux-arts de Rennes. En 1931, il est nommé chevalier de la Légion d'honneur.
Pierre Lenoir meurt le 9 septembre 1953 et est inhumé dans la sépulture de la famille Thorel à Paris au cimetière du Père-Lachaise (90e division).
Une plaque commémorative lui rend hommage à Paris, au no 12 rue d'Auteuil, sur la maison qu'il habita entre 1914 et 1953. 

## Collections publiques
- Monument aux élèves du conservatoire morts pour la France, 1922, Conservatoire national supérieur de musique et de danse de Paris[7] ;
- Monument aux morts de Penmarch, 1922[8] ;
- Monument à Leboir, sculpteur, Rennes[3] ;
- Monument à Théodore Botrel, 1928, Paimpol[9] ;
- Stendhal, 1920, buste en marbre, mairie de Grenoble[10]. Modèle en plâtre conservé à Grenoble à la maison Stendhal[11] ;
- Buste de Painlevé[Lequel ?][3] ;
- Paimpolaise, 1922, marbre, mairie de Pontrieux[12] ;
- Richelieu, 1931, pierre, mairie de Luçon[13] ;
- La Rivière, 1945, pierre, mairie de Parthenay[14] ;
- Automne, statue en marbre, Paris, Petit Palais[3].

## Médailles
- Médaille du ministère de l'instruction publique[3] ;
- Médaille de la prévoyance sociale[3] ;
- Médaille pour l'administration des monnaies et médailles[3].